# Швегла, Петр
Петр Швегла (чеш. Petr Švehla, род. 1 апреля 1972, Годонин) — чешский борец греко-римского стиля, чемпион и призёр чемпионатов Европы, призёр чемпионата мира, участник летних Олимпийских игр 2000 года в Сиднее и 2004 года в Афинах.

## Выступления на Олимпиадах
На Олимпиаде 2000 года Швегла выбыл из борьбы на предварительной стадии последовательно проиграв по очкам китайцу Вангу Ху и иранскому борцу Хассану Рангразу и занял итоговое 16-е место. Следующая Олимпиада сложилась для Швеглы похожим образом: на предварительной стадии он проиграл по очкам американцу Деннису Холлу и украинцу Алексею Вакуленко и в итоге стал 19-м.